# Damac FC
Damac FC (arapski: ضمك) je saudijski nogometni klub iz Khamis Mushayta. Klub je osnovan 1972. godine i igra na stadionu Princa Sultana bin Abdul Aziza.
U najviši rang saudijskog nogometa stigli su u sezoni 2019./20. kao drugoplasirani u drugom razredu saudijskog nogometa. Najveći uspjeh kao prvoligaš postigli su u sezoni 2021./22., završivši na petoj poziciji.
Pažnju hrvatske javnosti privukli su 2021. godine, kada im je na klupi bio hrvatski trener Krešimir Režić, a u sastavu dva hrvatska nogometaša Mijo Caktaš i Domagoj Antolić. U klubu je još bio i nekadašnji napadač zagrebačkog Dinama, Hillal Soudani.

## Uspjesi
- Saudijska prva liga (drugi razred)
  - Doprvaci (1) : 2018./19.

- Saudijska druga liga (treći razred)
  - Prvaci (2) :  1980./81., 2014./15.
  - Doprvaci (2) : 1989./90., 2004./05.

- Saudijska treća liga (četvrti razred)
  - Doprvaci (1) : 2002./03.

### Sezone u prvom razredu
| Sezona    | Liga | Mjesto | Sus. | Pob. | Rem. | Por. | Po.g. | Pr.g. | Bod. |
| --------- | ---- | ------ | ---- | ---- | ---- | ---- | ----- | ----- | ---- |
| 2019./20. | SPL  | 12.    | 30   | 9    | 8    | 13   | 37    | 52    | 35   |
| 2020./21. | SPL  | 10.    | 30   | 9    | 9    | 12   | 43    | 48    | 36   |
| 2021./22. | SPL  | 5.     | 30   | 12   | 8    | 10   | 38    | 44    | 44   |
| 2022./23. | SPL  | 8.     | 30   | 9    | 9    | 12   | 33    | 43    | 36   |
| 2023./24. | SPL  | 10.    | 34   | 10   | 11   | 13   | 44    | 45    | 41   |
| 2024./25. | SPL  | 14.    | 34   | 9    | 8    | 17   | 37    | 50    | 35   |
| 2025./26. | SPL  | 1.     | 0    | 0    | 0    | 0    | 0     | 0     | 0    |

## Treneri
- Azzedine Abbas, 1981. – 1985.
- Mohsen Habacha, 1985. – 1986.
- Djamel Belkacem, 2001. – 2004.
- Mohammed Aldo, 2004. – 2006.
- Said El Khider, 2006.
- Al Hadi Ben Mokhtar, 2006. – 2008.
- Selim Al Manga, 2008. – 2009.
- Ali Mujahid, 2009. – 2010.
- Mohamed Al Maalej, 2010.
- Jalal Kadri, 2010.
- Mondher Ladhari, 2010. – 2011.
- Boris Bunjak, 2011.
- Abdelkader Youmir, 2011. – 2012.
- Hassan Ahmed, 2012.
- Jamal El Din Hamza, 2012.
- Selim Al Manga, 2012. – 2013.
- Zouhair Louati, 2013. – 2014.
- Khalil Obaid, 2014.
- Mohamed Al Maalej, 2014. – 2015.
- Mohamed Al Dao, 2015. – 2016.
- Selim Al Manga, 2016.
- Amr Anwar, 2016.
- Bayrem Mokhtari, 2016.
- Lotfi Kadri, 2016.
- Bayrem Mokhtari, 2016. – 2017.
- Mladen Frančić, 2017.
- Kaies Zouaghi, 2017.
- Mahdi Maiz, 2017.
- Zouhair Louati, 2017. – 2018.
- Mohamed Kouki, 2018. – 2019.
- Noureddine Zekri, 2019. – 2021.
- Krešimir Režić, 2021. – 2023.
- Cosmin Contra, 2023. – 2024.
- Nuno Almeida, 2024. – 2025.
- Khaled Al-Atwi, 2025. – danas